# Castel Grubhof
Castel Grubhof (Schloss Grubhof in tedesco) si trova nel comune austriaco di Sankt Martin bei Lofer nel Distretto di Zell am See appartenente al Land Salisburghese e la sua storia inizia nel XIV secolo.

## Storia

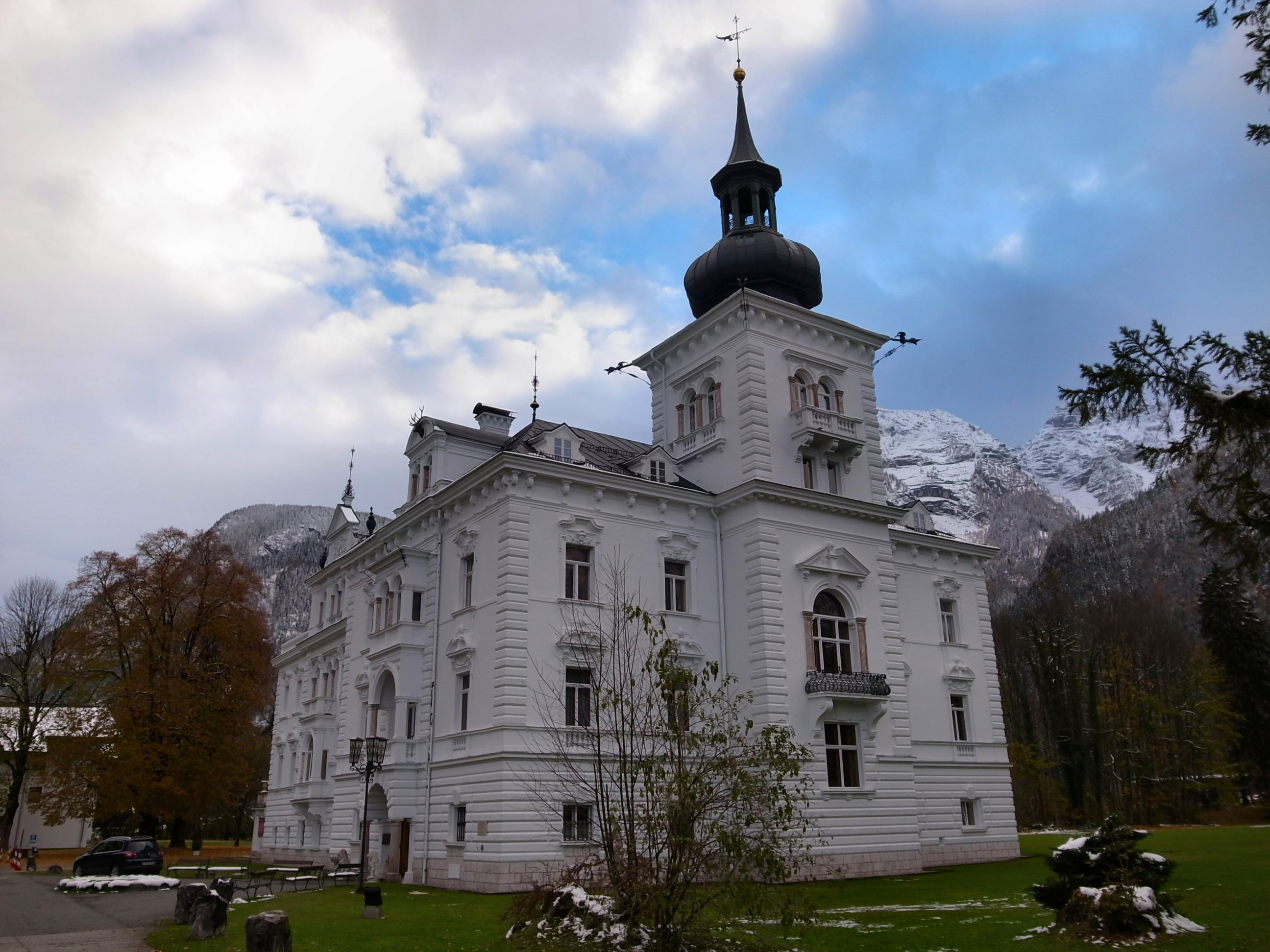
Castel Grubhof

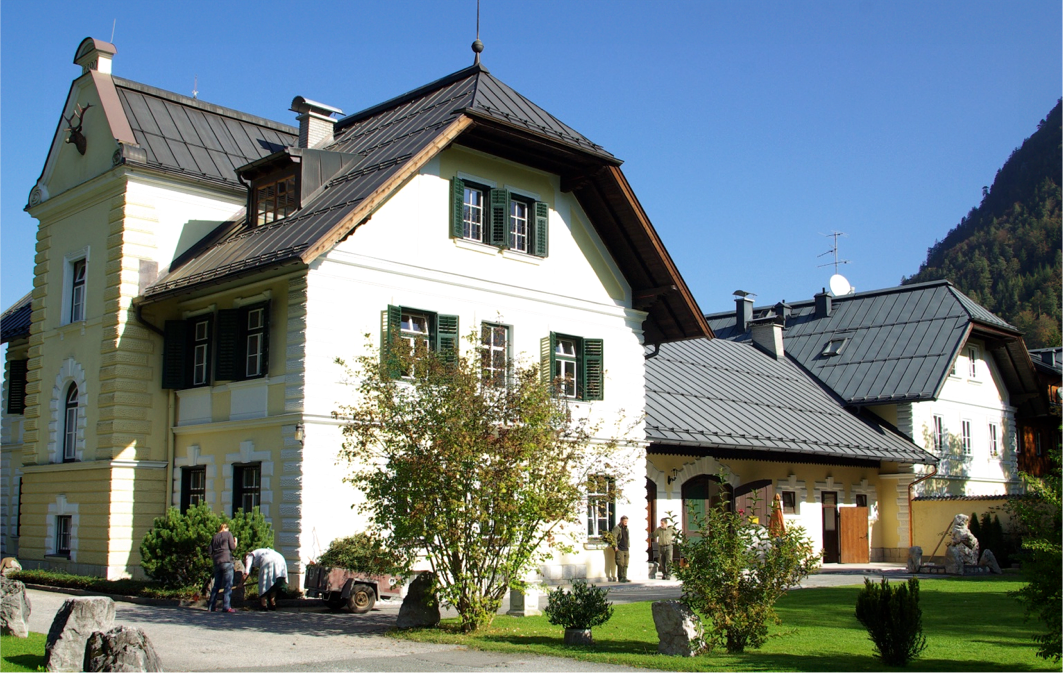
Fabbricati agricoli nella tenuta del castello

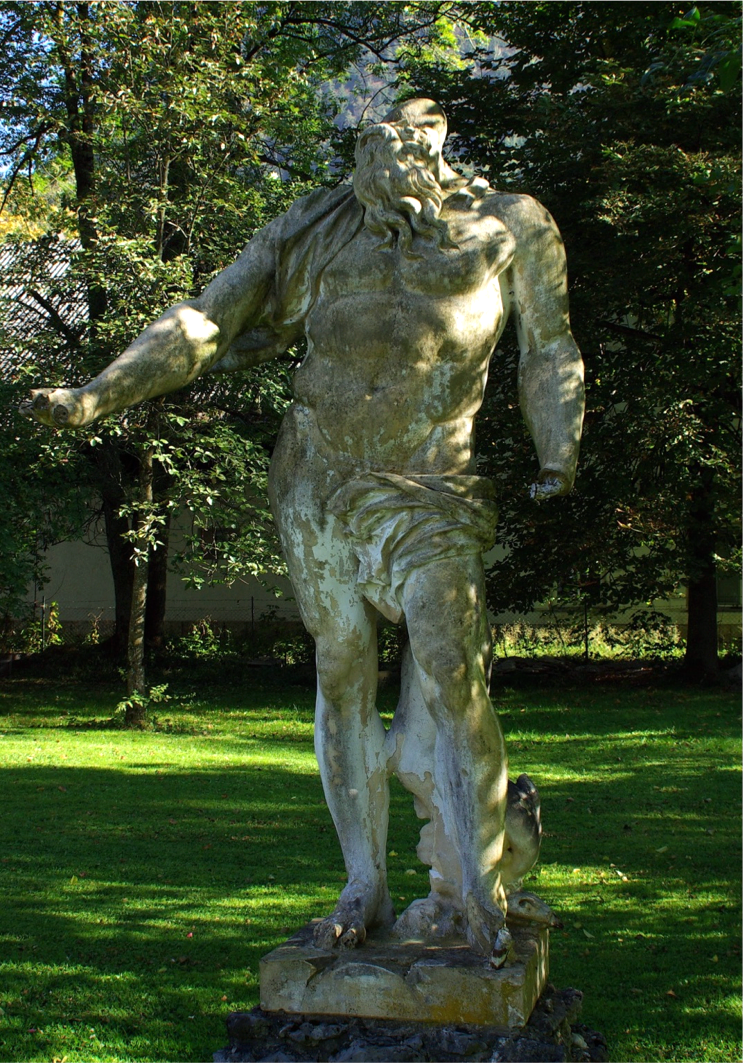
Statua in marmo a grandezza naturale del XVIII secolo che raffigura Nettuno con un delfino presente nel parco del castello

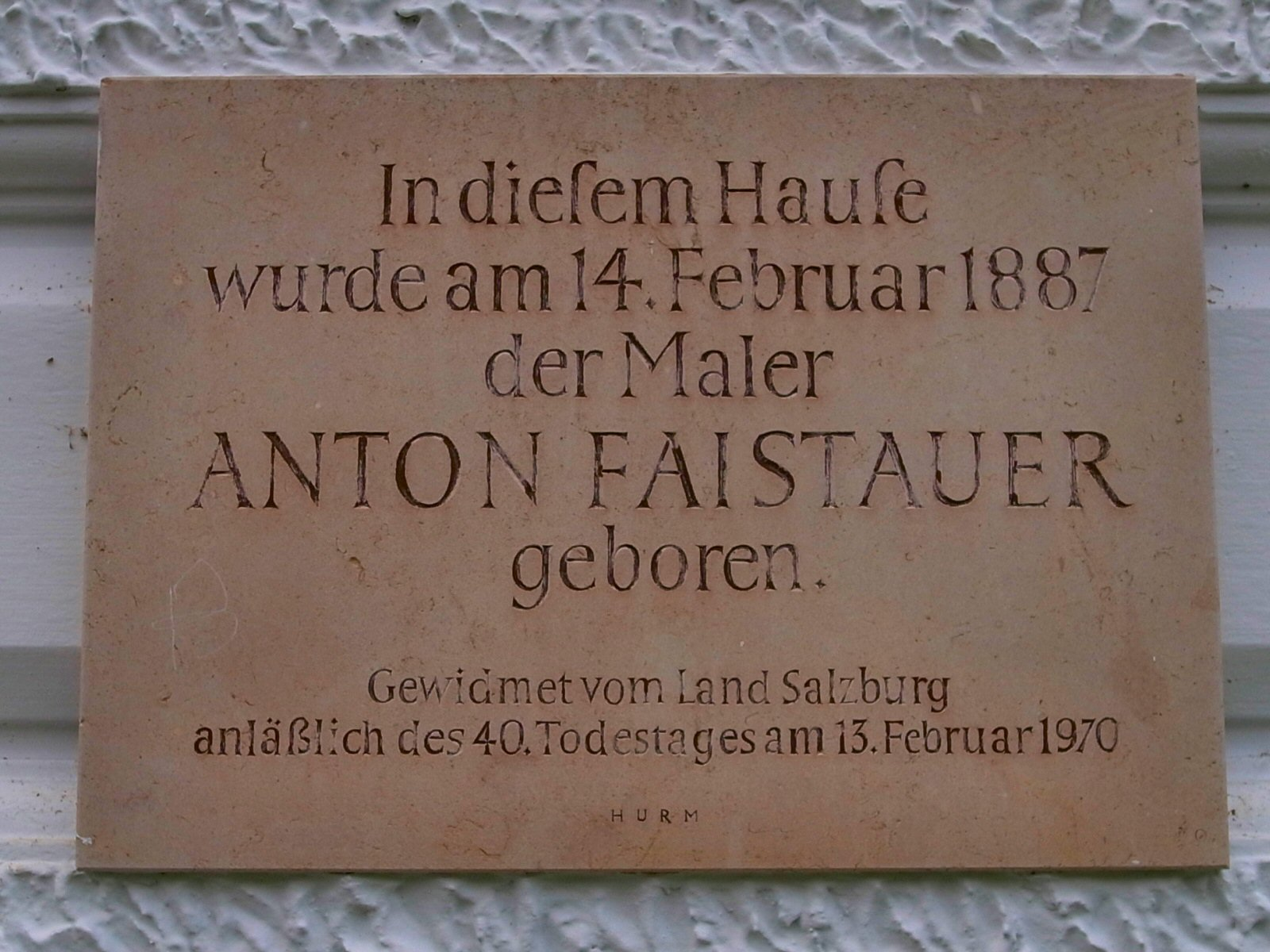
Targa che ricorda la nascita nel castello del pittore salisburghese Anton Faistauer

Sul sito venne citata già all'inizio del XIV secolo la presenza di una fattoria descritta come un feudo arcivescovile assegnato a Gebhard von Velben. In una cronaca conservata nel monastero di Berchtesgaden già attorno al 1325 la proprietà feudale risultò assegnata alla famiglia Grueber e quasi un secolo più tardi questo antico maso venne descritto come maniero di Salisburgo. Nel 1428 ne ottenne il feudo Niklas Grueber e circa un secolo più tardi Konrad Gruber ne vendette i diritti feudali a Wolfgang Pichler. Nel 1537 fu il consigliere di Salisburgo Ludwig Ritz a succedere nella conduzione della tenuta e vi costruì qui una residenza per la quale ottenne i permessi solo con difficoltà. Nel 1624 acquistarono la tenuta i fratelli Hans Ludwig e Bernhard Wilhelm, che appartenevano ad una linea secondaria della famiglia e la mantennero anche i loro discendenti fino al 1708, quando la famiglia Ritz si estinse con Emeram Raimund Ritz. Verso la fine del XVIII secolo l'erede dei nuovi proprietari, il Freiherr Georg Franz Anton von Motzl, fece restaurare ampiamente la residenza. Nel 1816 il Freiherr Anselm von Imhof ereditò la proprietà e la fece allodare nello stesso anno e nel 1828 il castello fu ceduto ai baroni Ferdinand e Johann Nepomuk von Rehlingen. I figli di quest'ultimo fecero mettere all'asta la proprietà l'anno successivo e il nuovo proprietario divenne il principale ufficio del sale reale bavarese a Reichenhall, che era principalmente interessato alla vasta proprietà forestale e il castello divenne sede di un ufficio forestale. Nel 1868 l'edificio fu venduto a Josef Faistauer e qui nacque suo nipote, il pittore salisburghese Anton Faistauer. Nel 1890 passò al magnate industriale Hermann Schmidtmann, produttore di fertilizzanti artificiali, che attraverso nuove acquisizioni ampliò notevolmente l'ampiezza della tenuta e due anni dopo fece ricostruire e rinnovare completamente l'edificio in stile neorinascimentale dall'architetto salisburghese Joseph Wessiken e dal capomastro Jakob Ceconi. Durante questo suo periodo di massimo splendore furono ospiti al castello anche l'imperatore Guglielmo II di Germania e il re di Baviera. La figlia di Schmidtmann morì nel 1963 e il nuovo proprietario, l'architetto di Colonia Johann Wilhelm Zepp, fece restaurare il palazzo con grandi spese nella seconda metà del XX secolo modernizzandone gli interni con l'intenzione di trasformarlo in un hotel di lusso, che non è mai stato aperto. Nel 1970 Andreas Schuller di Monaco continuò i lavori di ampliamento e nel 1984 fu oggetto di un'altra trasformazione quando la Alpenbau GmbH rilevò la proprietà per adattarla ad appartamenti per le vacanze e spazi per la ristorazione.

## Descrizione
Il castello si trova nella parte settentrionale del comune austriaco di Sankt Martin bei Lofer nel Distretto di Zell am See appartenente al Land Salisburghese. L'edificio è una villa di grandi dimensioni che ricorda nello stile gli edifici della Ringstraße di Vienna. Restano poche tracce del maniero tardo gotico del XVI secolo ed il palazzo è arricchito di particolari architettonici come bovindi, balconi e torrette. La struttura della copertura è molto elaborata e gli interni sono estremamente curati. Negli appartamenti vi sono elaborate decorazioni in stucco e soffiffi decorati con affreschi. Il castello è circondato da un esteso parco che conserva, tra l'altro, una statua in marmo a grandezza naturale del XVIII secolo raffigurante Nettuno con un delfino.

### Bene architettonico tutelato
Castel Grubhof dal 1993 è un monumento posto sotto tutela col numero 61139 da parte della Repubblica austriaca.